# Plakenska Planina
Plakenska Planina (makedonska: Плакенска Планина) är en bergskedja i Nordmakedonien. Den ligger i den sydvästra delen av landet, 90 kilometer söder om huvudstaden Skopje.
Plakenska Planina sträcker sig 10,1 kilometer i nord-sydlig riktning. Den högsta toppen är Stalev Kamen, 1 998 meter över havet.
Topografiskt ingår följande toppar i Plakenska Planina:
- Crni Vrv
- Damov Grob
- Grmada
- Grob
- Kamče
- Stalev Kamen
- Straža
- Vrsjniko

Omgivningarna runt Plakenska Planina är en mosaik av jordbruksmark och naturlig växtlighet. Runt Plakenska Planina är det ganska glesbefolkat, med 31 invånare per kvadratkilometer.